# Bears Will Be Bears
«Bears Will Be Bears» («Los osos siempre serán osos en América Latina» y «Los osos serán osos» en España) es el segundo episodio de la primera temporada de la serie de televisión estadounidense Grimm. Escrito por David Greenwalt en conjunto con Jim Kouf, y con Norberto Barba a cargo de la dirección. El episodio se estrenó originalmente el 4 de noviembre del año 2011 por la cadena de televisión NBC. En América Latina el episodio se estrenó el 28 de noviembre del mismo año por Unniversal Channel.
En este episodio Nick y Hank investigan el allanamiento de la casa de una familia que al parecer son los responsables de la desaparición de un joven. Mientras en tanto Nick lucha por proteger a su moribunda tía de las personas que quieren lastimarla.

## Argumento
Nick se recupera exitosamente del ataque que recibió protegiendo a su tía de una Hexenbiest y tan pronto regresa a la estación de la policía, le pide de favor al capitán Renard que lo ayude a identificar a la agresora, sin saber que su superior está detrás del ataque a la tía Marie. Más tarde, Renard se reúne en secreto con la Hexenbiest para organizar un nuevo ataque, esta vez usando asesinos humanos para no levantar tantas sospechas.  
Mientras en tanto, Nick y Hank investigan el allanamiento de la morada Rabe, una familia que fueron allanados por Gilda Darner y su novio Rocky. Según la rubia ella es la víctima pues al momento de intentar escapar pudo contemplar como su novio fue secuestrado. Nick sospecha que se trata de un caso relacionado con las criaturas salvajes y consultando a su moribunda tía Marie y al blutbad Monroe, el detective descubre que los Rabe son unos Jägerbärs, unas criaturas parecidas a unos osos que según sus fuentes tienen tradiciones que cobran vidas humanas, siendo el más destacado e importante el Roh-Haz un ritual en el que un Jägerbär adolescente se convierte en adulto.
A medida que la investigación se atrasa y no salen nuevas noticias sobre Rocky, una enfurecida Gilda trata de amenazar a los Rabe con un revólver solo para terminar secuestrada por la madre y el hijo quienes tienen planeado utilizarla en el Roh-Haz. Por otra parte Nick se entera de que su tía no puede seguir siendo protegida por la policía, y se preocupa de que las parcas de los Grimms intenten asesinar a Marie. Sin más elección que recurrir su único contacto relacionado al mundo sobrenatural, Nick le pide a Monroe proteger a Marie, pese el descontento del Blutbad quien considera un insulto proteger a una Grimm, y por un momento considera aprovechar la "oportunidad" para vengar a sus ancestros. Tan pronto se enteran de las acciones de Gilda, Nick y Hank tratan de advertirles a los Rabe sobre la llegada de una vengativa Gilda. Mientras que Hank se ofrece interceptar a Gilda en el camino; Nick se enfrenta a los Rabe revelándoles que es un Grimm y que sabe sobre el Roh-Haz. Solo el Sr. Rabe se muestra confundido, ocasionando que el detective comprenda que los responsables detrás de todo son la Sra. Rabe y su hijo Barry. Con ayuda del Sr. Rabe, Nick rastrea a Barry y a sus amigos Jägerbärs, consiguiendo detener el Roh-Haz salvando a Rocky y a Gilda. Desafortundamente la Sra. Rabe trata de asesinar a Nick bajo la forma de un oso, pero cae en una trampa que formaba parte del Roh-Haz.  
Mientras tanto, en el hospital Monroe consigue proteger a Marie de unos nuevos asesinos pero en el proceso hiere a uno de gravedad al arrancarle un brazo y huye. Un desesperado Nick trata de alcanzar a su tía mientras la última lucha contra un asesino vestido de sacerdote que derrota a duras penas. Cuando Nick llega Marie usa su último aliento de vida para exhortarle a su sobrino de confiar en sus instintos y continuar con el deber de un Grimm. Un determinado tiempo después, Nick y Juliette visitan al tumba de Marie, sin notar que están siendo vigilados por una criatura.  

## Elenco
- David Giuntoli como Nick Burkhardt.
- Russell Hornsby como Hank Griffin.
- Bitsie Tulloch como Juliette Silverton
- Silas Weir Mitchell como Eddie Monroe.
- Sasha Roiz como el capitán Renard.
- Reggie Lee como el sargento Wu.

## Producción
El argumento del cuento está basado en el relato Ricitos de Oro y los tres osos, un cuento de hadas recopilado por los hermanos Grimm. 

### Continuidad
- Adalind y el capitán Renard se revelan como unos seres malvados que tienen sus propios planes para Nick.
- La tía Marie muere de cáncer.
- Nick comienza a recurrir con Monroe para resolver sus casos.
- Nick traslada el camper de su tía a un lugar seguro.

## Recepción
En su semana de estreno en los Estados Unidos, el episodio alcanzó un total 601 000 00 de telespectadores.